# 니콜라 작송
니콜라 작송(프랑스어: Nicolas Jackson, 영어: Nicolas Jackson 니컬러스 잭슨[*], 2001년 6월 20일 ~ )은 프리미어리그 클럽 첼시와 세네갈 국가대표팀에서 스트라이커로 뛰는 감비아 출신 세네갈의 프로 축구 선수이다.
작송은 2019년에 비야레알에 합류하기 전에 세네갈의 카사 스포르에서 뛰었다. 세군다 디비시온의 미란데스로 임대를 다녀온 후, 그는 2군 팀에서 돌파구를 마련했고 2021년에 라리가에서 1군 데뷔 전을 치렀다. 2023년에 그는 약 3,200만 파운드의 이적료로 첼시와 8년 계약을 맺었다.
작송은 2022년에 세네갈 국가대표팀에서 성인 국가대표 데뷔 전을 치렀다. 그는 2022년 FIFA 월드컵과 2023년 아프리카 네이션스컵에 선발되었다.

## 어린 시절
니콜라 작송은 2001년 감비아 반줄에서 감비아인 아버지와 세네갈인 어머니 사이에서 태어났다. 2017년, 2016년 감비아 대통령 선거 이후 가족은 세네갈 지갱쇼르로 이주했다.

## 구단 경력

### 초기 경력
작송은 ASC 틸렌에서 지역 팀으로 축구를 시작한 후 카사 스포르에 합류했으며, 2018–19년 시즌 동안 1군 스쿼드의 일원이 되었다. 그는 또한 2018년 11월 16일, AS 피킨과의 1–1 리그 1 무승부 경기에서 경기 최우수 선수로 선정되었다.

### 비야레알
2019년 9월, 작송은 라리가 구단 비야레알과 계약에 합의했으며, 후베닐 A 스쿼드에 배정되었다.

#### 미란데스로의 임대
2020년 10월 5일, 작송은 2020–21년 시즌을 위해 세군다 디비시온 구단 미란데스로 임대되었다. 그는 13일 후인 10월 18일, 안토니오 카바예로를 대신해 후반 교체로 출전하며 마요르카와의 홈 경기 0–0 무승부에서 프로 데뷔 전을 치렀다.
작송은 2020년 11월 28일, 카스테욘과의 홈 경기 1–1 무승부에서 시즌 첫 프로 골이자 팀의 선제골을 기록했다. 시즌 동안 그의 유일한 골이었으며, 미란데스는 시즌을 10위로 마쳤다.

### 첼시
2023년 6월 30일, 작송은 프리미어리그 구단 첼시와 2031년까지 8년 계약을 맺고, 이적료는 약 3,200만 파운드로 보도되었다. 8월 13일, 그는 프리미어리그에서 리버풀과의 1–1 무승부 경기에서 클럽 데뷔 전을 치렀다. 작송은 2023년 8월 25일, 새로 승격한 루턴 타운과의 경기에서 첼시에서 첫 골을 기록하며 스탬퍼드 브리지에서 3–0 승리를 도왔다. 11월 6일, 작송은 후반 추가 시간에 두 골을 넣어 해트트릭을 완성하며 토트넘 홋스퍼와의 원정 경기에서 4–1 승리를 거두었다. 그는 다음 경기인 맨체스터 시티와의 경기에서도 골을 기록했으며, 경기는 4–4 홈 무승부로 끝났다.
2024년 4월 15일, 작송은 프리미어리그 10번째 골을 기록하고, 콜 파머에게 어시스트를 제공하며 에버턴과의 경기에서 6–0 승리를 이끌었다. 파머도 이미 리그 10골을 달성했기 때문에, 이는 2017–18년 시즌 이후 처음으로 첼시에서 두 명의 선수가 한 시즌에 10골 이상을 기록한 시즌이 되었다. 2024년 5월 5일, 작송은 웨스트햄 유나이티드와의 경기에서 두 골을 넣고 파머에게 어시스트를 제공하며 5–0 승리를 거두었다. 작송은 35경기에서 리그 14골을 기록하며, 2023–24년 시즌 아프리카 선수 중 리버풀의 모하메드 살라를 제외하고 두 번째로 많은 골을 기록했다.
2024년 9월 13일, 작송은 첼시와 2년 계약 연장에 합의하며 계약 기간을 2033년까지 연장했다. 작송은 2024년 10월 27일, 뉴캐슬 유나이티드와의 경기에서 2–1 승리로 이끈 선제골로 2024년 10월, 프리미어리그 이달의 골상을 수상했다.
2025년 5월 1일, 작송은 UEFA 컨퍼런스리그 준결승 1차전에서 두 골을 기록하며 유르고르덴과의 원정 경기에서 4–1 승리를 이끌었다. 그는 이후 5월 11일, 뉴캐슬 유나이티드와의 프리미어리그 경기에서 고의적인 팔꿈치 동작으로 퇴장당했다. 같은 달 5월 28일, 그는 첼시가 2025 UEFA 컨퍼런스리그 결승전에서 레알 베티스를 상대로 4–1 승리를 거둘 때 팀의 두 번째 골을 기록했다. 한 달 후인 6월 20일, 그는 2025년 FIFA 클럽 월드컵에서 교체로 들어온 지 4분 만에 난폭한 태클로 곧바로 퇴장당하며 플라멩구와의 3–1 패배 경기를 마쳤다.

## 국가대표팀 경력
작송은 세네갈 U-20 국가대표팀에서 활약했으며, 2018년 11월에 첫 소집을 받았다.
2022년 9월, 알리우 시세 감독으로부터 두 차례 친선 경기를 위해 세네갈 국가대표팀에 소집된 후, 작송은 2022년 11월 11일, 카타르에서 열린 2022년 FIFA 월드컵 26인 명단에 포함되었다. 그는 대회 개막전인 네덜란드와의 경기에서 크레팽 디아타를 대신해 출전하며 성인 국가대표 데뷔 전을 치렀고, 경기는 0–2로 패했다.
2023년 12월, 작송은 코트디부아르에서 열린 연기된 2023년 아프리카 네이션스컵 세네갈 국가대표팀 명단에 이름을 올렸다. 그는 모든 4경기에서 교체 선수로 출전했으며, 전 대회 우승팀 세네갈은 16강에 진출했다.
2024년 10월 11일, 작송은 말라위와의 2025년 아프리카 네이션스컵 예선 홈 경기에서 4–0 승리를 마무리하는 자신의 첫 국제 골을 기록했다.